# جون ويلسون بينغوف
كان جون ويلسون بينغوف (7 أبريل 1851 – 2 أكتوبر 1923) أحد أوائل رسامي الكرتون في كندا، إضافة إلى كونه محررًا وناشرًا وكاتبًا وشاعرًا وفنانًا وسياسيًا. أفضل ما يُذكر به بينغوف رسومه الكرتونية السياسية في دورية غريب (القبضة)، مجلة ساخرة نشرها وحررها، وصممها على غرار مجلة بانش الفكاهية البريطانية. نشر بعض الرسوم الكرتونية تحت الاسم المستعار إل. كوتيه.
ولد بينغوف في تورنتو بمقاطعة كندا لمهاجرين اسكتلنديين وأيرلنديين، وترعرع في ويتبي المجاورة، حيث بدأ بعد تخرجه من المدرسة الثانوية مهنة منضد في الصحف. وجّه مواهبه في الرسم نحو الرسم الكرتوني بعدما ألهمته الرسوم الكرتونية السياسية للأمريكي توماس ناست؛ وأسس دورية غريب في عام 1873 مدفوعًا بقلة المنابر التي تتيح نشر أعماله. شكلت فضيحة المحيط الهادئ مادة وافية للسخرية استفاد منها بينغوف أيّما استفادة، وسرعان ما اكتسبت الصورة التي رسمها بينغوف لرئيس الوزراء جون إيه. ماكدونالد شهرة في جميع أنحاء كندا. بعد توقف غريب في عام 1894، نشر بينغوف كتبًا، وساهم برسوم كرتونية للصحف الكندية والأجنبية، وجال لإلقاء محاضرات من خلال الرسوم على المستوى الدولي.
كان بينغوف شديد التدين، وكرس نفسه لتعزيز الإصلاحات الاجتماعية. أيد التجارة الحرة وحظْر الكحول والتبغ وحق المرأة في التصويت ومعتقدات ليبرالية أخرى، لكنه عارض الثنائية اللغوية في كندا. كان لدى بينغوف طموحات في الترشح لمناصب سياسية، لكن الزعيم الليبرالي ويلفريد لورييه أقنعه بعدم الترشح للبرلمان. شغل منصب عضو مجلس محلي في مجلس مدينة تورنتو بين عامي 1907 و1909. وسجلت الحكومة الكندية بينغوف في قائمة الشخصيات ذوي الأهمية الوطنية التاريخية في عام 1938 وأُدرج في قاعة مشاهير رسامي الكرتون الكنديين في عام 2005.

## الحياة والعمل

### بدايات حياته (1851 – 1873)
ولد جدّا بينغوف، جون (توفي 5 أبريل 1867)، نجارُ سفنٍ، وجوانا (اسمها قبل الزواج جاكسون، توفيت 18 مارس 1859) في سانت أندروز في اسكتلندا في سبعينيات القرن الثامن عشر وهاجرا مع أطفالهما إلى كندا في تاريخ غير معلوم؛ عُرف أنهم كانوا في ويتبي على بحيرة أونتاريو في مقاطعة كندا بحلول خمسينيات القرن التاسع عشر. أحضرا معهما ثلاثة أطفال على الأقل، بمن فيهم والد بينغوف، جون (23 مايو 1819 المولود في اسكتلندا – 1899) الذي أصبح صانع أثاث. كان جون بينغوف نشطًا سياسيًا: فقد دعا إلى إصلاحات اجتماعية مثل الضريبة الجورجية الفردية وشغل العديد من المناصب في مجلس المدينة، لكنه لم يشغل أي مناصب سياسية. استخدم لقب القبطان، مما يشير إلى احتمال إبحاره بالسفن أحيانًا من ميناء ويتبي.
تزوج والد بينغوف من مارغريت ويلسون، مهاجرة أيرلندية ولدت في بيليبورو بمقاطعة كافان، وأنجب الزوجان ستة أطفال: خمسة أبناء وابنة واحدة. كان جون ويلسون بينغوف الابن الثاني لعائلة بروتستانتية ورعة، وولد في 7 أبريل 1851 في تورنتو، حيث كان بينغوف الأكبر يدير متجرًا في شارع فيكتوريا في أربعينيات القرن التاسع عشر. من غير المعروف متى انتقلت العائلة إلى تورنتو، ولكنهم عادوا إلى ويتبي بحلول عام 1853.
التحق بمدرسة ويتبي الابتدائية، حيث كان طالبًا عاديًا؛ حصل على جائزة المهارة العامة، فقُدم له كتاب تحت عنوان صبا الفنانين العظماء. كان رسامًا متحمسًا، ولفتت موهبته نظر معلمه، الذي قدم له مجموعة من الألوان في عيد الميلاد. يعتبر بينغوف أن لهذه الهدية الفضل في وضعه على طريق مهنته كفنان. تذكر سكان ويتبي فيما بعد الشاب بينغوف وهو يرسم صورًا شخصية لجيرانه بالطباشير على الأسوار. وصف نفسه «بالقارئ النهم»، ولا سيما لدورية ويتبي غازيت، مجلة تربوية أسبوعية تركز على القيم المسيحية.

جرّب بينغوف بعد التخرج عددًا من الوظائف، بما في ذلك مساعد مصور، وتدرب مع محام لبعض الوقت قبل الحصول على وظيفة تنضيد في ويتبي غازيت. كان جورج هام محرر الدورية، صحفي منفتح عمل لاحقًا رئيسًا للعلاقات العامة لشركة السكك الحديدية الكندية باسيفيك. ساهم بينغوف بمقالات قصيرة ذات أهمية محلية. أصدر هام في منتصف عام 1870 دورية يومية من أربع صفحات للاستفادة من الاهتمام بالحرب الفرنسية البروسية وكلّف بينغوف بتقديم سلسلة روائية من أجلها. شجع الاستقبال الشعبي لقصة انتصار القاتل (أو صياح شبح دين اللعين) بينغوف على تكريس نفسه لمهنة الصحافة. لم تكتمل السلسلة لأن هام ألغى اليومية عندما خمدت الحرب. قدمت الصحف والمجلات التي وردت إلى مكاتب غازيت، ولا سيما هاربر الأسبوعية، بينغوف إلى مجال الرسوم الكرتونية الآخذ بالنمو. يتذكر بينغوف:
قسمت وقتي بين الواجبات الآلية للأجور الدنيئة والشعر من أجل خير الإنسانية، وفي غضون ذلك كنت أراقب رسام الكرتون توماس ناست.
اعتبر بينغوف أن ناست الواعي سياسيًا واجتماعيًا هو «الأكثر تميزًا في مجاله»، إذ ألهمت «حملته الأخلاقية ضد الأشياء الخاطئة» – ولا سيما رسومه الكرتونية القاسية عن الزعيم تويد – الشاب بينغوف «لمحاكاة ناست في مجال السياسة الكندية». أُعجب بينغوف برسام الكرتون لدرجة أنه أرسل رسمًا كرتونيًا إلى هاربر التي يعمل فيها ناست، يعبر فيه عن مواجهة آلة تاماني هول السياسية، وقدمه بأسلوب ناست، فحظي برد إيجابي من المحرر وتقديرٍ من ناست.
انتقل بينغوف في العشرين من عمره إلى تورنتو وأصبح مراسلًا لدورية ذا غلوب التي يصدرها السياسي جورج براون. كانت ذا غلوب الدورية الليبرالية الأكثر نفوذًا في البلاد. وكانت عائلة بينغوف من مؤيدي الحزب الليبرالي منذ ما قبل الكونفدرالية، وربما لعبت هذه الروابط دورًا في حصوله على عملٍ في الصحيفة. لم يكن للرسوم الكرتونية السياسية وجود في الصحف الكندية آنذاك، حتى قدمها هيو غراهام في مونتريال ستار عام 1876. صرح بينغوف أنه لم يفكر في إمكانية الرسم الكرتوني السياسي في ذلك الوقت. خيبت آماله قلة الفرص المتاحة لعرضها، والتحق لفترة وجيزة بمدرسة أونتاريو للفنون، التي وجدها متحذلقة وخانقة. انسحب منها بعد مدة قصيرة.